# Сарапул (станция)
Сара́пул — железнодорожная станция Ижевского региона Горьковской железной дороги. Расположена в городе Сарапуле Удмуртской Республики.

## История
В 1861 году появился первый проект железнодорожной магистрали, которая должна была пройти через Средний Урал и соединить Обь и Волгу. Однако промышленники, сибирские и поволжские купцы настаивали на проекте линии от Нижнего Новгорода через Казань, Сарапул, Екатеринбург и Тюмень. Еще один проект дороги появился осенью 1868 года, по которому железнодорожная трасса проходила от Перми к Тоболу, через Кунгур, Екатеринбург и Шадринск. И все же к вопросу о необходимости строительства железной дороги в районе Сарапула вернулись спустя сорок лет, после признания необходимости включить Уральскую железную дорогу в число самых востребованных магистралей.
В конце XIX и в начале XX века городская дума Сарапула и местные сарапульские купцы, лоббировали интересы промышленников в представлении государственной комиссии на строительство железнодорожной ветки через Сарапул. В 1912 году на заседании Совета министров Российской империи чиновники одобрили проект общества Московско-Казанской железной дороги, соединяющей Москву с Уралом, с прохождением её через Сарапул. Вскоре, в 1919 году во избежания загрязнения города паровозной копотью, была построена железнодорожная станция Сарапул в восьми километрах от центра города, а узловая станция в селе Агрыз. В 1920 году через Сарапул началось регулярное железнодорожное сообщение между Екатеринбургом и Москвой, после строительства моста через реку Каму.

## Дальнее сообщение
По графику 2021 года через станцию курсируют следующие поезда дальнего следования:

### Круглогодичное движение поездов
| № поезда    | Маршрут движения            | № поезда    | Маршрут движения            |
| ----------- | --------------------------- | ----------- | --------------------------- |
| 15 "Урал"   | Екатеринбург — Москва       | 16 "Урал"   | Москва — Екатеринбург       |
| 45          | Екатеринбург — Кисловодск   | 46          | Кисловодск — Екатеринбург   |
| 59 "Тюмень" | Нижневартовск — Москва      | 60 "Тюмень" | Москва — Нижневартовск      |
| 75          | Омск — Симферополь          | 76          | Симферополь — Омск          |
| 81          | Улан-Удэ — Москва           | 82          | Москва — Улан-Удэ           |
| 89          | Петропавловск — Москва      | 90          | Москва — Петропавловск      |
| 95          | Барнаул — Москва            | 96          | Москва — Барнаул            |
| 107         | Нижневартовск — Волгоград   | 108         | Волгоград — Нижневартовск   |
| 115         | Томск — Адлер               | 116         | Адлер — Томск               |
| 117         | Новокузнецк — Москва        | 118         | Москва — Новокузнецк        |
| 127         | Екатеринбург — Ижевск       | 128         | Ижевск — Екатеринбург       |
| 135         | Барнаул — Москва            | 136         | Москва — Барнаул            |
| 139         | Барнаул — Адлер             | 140         | Адлер — Барнаул             |
| 335         | Екатеринбург — Новороссийск | 336         | Новороссийск — Екатеринбург |
| 377         | Новый Уренгой — Казань      | 378         | Казань — Новый Уренгой      |
| 445         | Екатеринбург — Кисловодск   | 446         | Кисловодск — Екатеринбург   |

### Сезонное движение поездов
| № поезда | Маршрут движения                   | № поезда | Маршрут движения                   |
| -------- | ---------------------------------- | -------- | ---------------------------------- |
| 233      | Екатеринбург — Имеретинский курорт | 234      | Имеретинский курорт — Екатеринбург |
| 521      | Приобье — Новороссийск             | 522      | Новороссийск — Приобье             |

## Пригородное сообщение
Пригородные перевозки со станции осуществляются пассажирской компанией «Содружество». По состоянию на 2017 год станция обслуживает электропоезда, следующие до Ижевска, Чайковского, Янаула и Красноуфимска.